# Bengt Ahlfors
Bengt Gunnar Richard Ahlfors, född den 28 december 1937 i Helsingfors, Finland, är en finlandssvensk regissör och dramatiker.  Han är sedan 1968 gift med regissören Ritva Siikala.

## Teaterkarriär
Ahlfors första möte med teatern var i december 1943, då han såg pjäsen Fågel Blå på Svenska teatern i Helsingfors. Han sade om det att han hade "klivit in i sagan och faktiskt har jag aldrig klivit ut". Ahlfors studerade svensk litteratur, nordiska språk och statsvetenskap vid Helsingfors universitet, och arbetade som journalist och teaterkritiker för Hufvudstadsbladet  och för den numera nedlagda finlandssvenska kvällstidningen Nya Pressen, samt arbetade inom radio och TV, innan han avlade en fil.kand. 1967. När Ahlfors tog sin examen hade han redan gjort teaterdebut 1963 med musikpjäsen I våras, som han skapade tillsammans med vännen Frej Lindqvist Den gick på Lilla Teatern i Helsingfors.
Efter examen anställdes Ahlfors som chef för Lilla teatern, där han stannade till 1970. Under sina tre år där regisserade han pjäser om den sovjetiska invasionen av Tjeckoslovakien, om den den grekiska militärjuntan, och även en komisk bearbetning av Jules Vernes Jorden runt på 80 dagar. Efter sin tid på Lilla Teatern var Ahlfors forskare vid Villa Biaudet från 1970 till 1973. 1971–1975 var Ahlfors styrelsemedlem i 'Finlands svenska författareförbund'. 1975 blev han
konstnärlig ledare för Svenska teatern i Helsingfors. Där uppstod en kontrovers om den operettversion av Runebergs Fänrik Ståls sägner, som Ahlfors lät uppföra. En del ansåg att den var olämlig att spela som operett. 1978 blev Ahlfors frilans. 

## Privatliv
Ahlfors har varit gift sedan 1968 med den finska regissören Ritva Siikala. De fick en dotter som föddes 1968 och 1972 adopterade de en son från Etiopien.

## Teaterpjäser
Bengt Ahlfors gjorde teaterdebut 1963 på sitt modersmål svenska med pjäsen I våras, som han hade författat i samarbete med Frej Lindqvist. Senare samma år sattes pjäsen upp i regi av Ahlfors. Han har skrivit omkring 30 skådespel. De flesta är komedier, men också några dramer. Många av hans verk är översatta till många andra språk och spelade i många länder. Ahlfors har därtill skrivit TV- och radiomanuskript, kabaréer Han har även skrivit sju böcker och komponerat några hundra svenskspråkiga visor, både allvarsamma och lättsamma.

## Pjäser av Ahlfors
| - Panik i Rölleby (1948) - Biskopens dilemma (1965) - Brecht om Brecht (1965) - Lurifax, eller farsen om advokaten Patelin (1965) - Var är min stora luddiga nalle? (1966) - Da capo (1966) - Wälläri osv. (1967) - Planket (1968) - Tjeckoslovakien (1968) - Kropp (1969) - I våras (1970) - Med-borgare (1970) - Jorden runt på 80 dagar (1970) - 13-14-15 (1971) - Märta Larsson, 65 (1971) - Allas vår Amos (1972) - Hårda tider (1973) - Lena i november (1974) - Fänrik Ståls sägner (1976) (operett efter J. L. Runeberg) - Smugglarkungen (1977) - Ringleken (1978) - Om kvinnor kunde veta vad de vill! (1979) - Neutronbombskabaré (1981) - Det var en gång (1982) - En teaterkomedi (1983) | - Goda grannar (1984) - Genèvekonventionen (1984) - En cabaret – en sång (1985) - Morkis! (1986) - Finns det tigrar i Kongo? (1986, tillsammans med Johan Bargum) - Morkis (1986) - Soppan kallnar, minnet sviker (1987) - Blandade känslor (1988) - Sekahaku (1988) - Morgongåvan (1989) - Lahja tuntemattomalle ystävälle (1990) - Maries barn (1991) - Utfärden till Mistelskär (1991) - Pladask! (1992) - Charlie, född till författare (1993) - Vitlök med choklad (1993) - Stulen lycka (1994) - Huijattu onni (1995) - Rysk rulett (1996) - Aska och akvavit (1999) - När igelkottar älskar (1999) - Illusionisterna (2001) - Jaguaren (2003) - Den sista cigarren (2004) |

## Teater

### Regi
| År   | Produktion                                                      | Upphovsmän                                 | Teater                   |
| ---- | --------------------------------------------------------------- | ------------------------------------------ | ------------------------ |
| 1985 | Panik i Rölleby                                                 | Anna Bondestam Dramatisering Bengt Ahlfors | Helsingborgs stadsteater |
| 1987 | Jorden runt på 80 dagar Le Tour du monde en quatre-vingts jours | Jules Verne                                | Helsingborgs stadsteater |
| 1996 | Stulen lycka                                                    | Bengt Ahlfors                              | Helsingborgs stadsteater |

## Priser och utmärkelser
- 1968 – Statens dramatikerpris, tillsammans med Claes Andersson och Johan Bargum
- 1993 – Pro Finlandia-medaljen[13]
- 2006 – Finlandspriset[14]
- 2016 – Tollanderska priset